# Reverence (album)
Reverance is het zesde studioalbum van de Australische metalband Parkway Drive

## Nummers
| 1.                 | Wishing Wells         | 5:04 |
| 2.                 | Prey                  | 4:15 |
| 3.                 | Absolute Power        | 3:43 |
| 4.                 | Cemetery Bloom        | 3:10 |
| 5.                 | The Void              | 3:53 |
| 6.                 | I Hope You Rot        | 4:50 |
| 7.                 | Shadow Boxing         | 3:50 |
| 8.                 | In Blood              | 4:20 |
| 9.                 | Chronos               | 6:20 |
| 10.                | The Colour of Leaving | 3:19 |
| Totale duur: 42:45 |                       |      |